# Long & Junior
Long & Junior – polski zespół wykonujący muzykę z pogranicza disco polo i dance. Tworzą go pochodzący z Górnego Śląska Jarosław Grzesista "Long" i Michał Jeleń "Junior". 
Grupa zadebiutowała w 2000 roku, singlem „J.A.Z.D.A.”. Najbardziej znane utwory zespołu to: „Helenka”, „Tańczyć chcę”, „Śpiewać uczę się” oraz notowane: „Powiedz jak to jest”, „Kocham cię”, „Taka jesteś”, „Tańcz tańcz tańcz”, „Lubię to się bawię”, „Gruba noc”, „Kochaj mnie całym sercem”, „Kolorowa sukienka” „Piosenka dla dziewczyny” „Będę śpiewał i grał” „Bądź przy mnie blisko” „Co ja robię” „Osiemnastka” „Jestem na jutubie” oraz „Bądź moją królową”. Teledyski do utworów „Tańcz tańcz tańcz” oraz „Kolorowa sukienka” zostały odtworzone na oficjalnym profilu Long and Junior na portalu YouTube w sumie ponad sto sześćdziesiąt milionów razy.

## Dyskografia
Albumy
| Tytuł                                       | Rok  |
| ------------------------------------------- | ---- |
| No i zaczęło się                            | 2003 |
| Bo ja tańczyć chcę                          | 2010 |
| ...Jedyny taki duet, jedyna taka impreza... | 2015 |

Single
| "J.A.Z.D.A."                 | 2000 |    |    |                  |                           |
| "Helenka"                    | 2002 |    |    |                  |                           |
| "Kobiety"                    | 2003 |    |    |                  |                           |
| "Tańczyć chcę"               | 2004 |    |    |                  |                           |
| "Śpiewać uczę się"           | 2007 |    |    |                  |                           |
| "Polskie Party"              | 2008 |    |    |                  |                           |
| "Balujemy"                   | 2010 |    |    |                  |                           |
| "Kocham Cię"                 | 2011 |    |    |                  |                           |
| „Tańcz tańcz tańcz”          | 2013 | –  | 41 |                  |                           |
| „Lubię to się bawię”         | 2014 | –  | 33 |                  |                           |
| „Bądź moją królową”          | 2015 | 76 | 3  | - POL: 80 tys.+  | - POL: 4x platynowa płyta |
| „Kolorowa sukienka”          | 2015 | –  | 30 | - POL: 100 tys.+ | - POL: diamentowa płyta   |
| „Piosenka dla dziewczyny”    | 2016 | –  | –  | - POL: 40 tys.+  | - POL: 2x platynowa płyta |
| "Będę śpiewał i grał"        | 2016 |    |    |                  |                           |
| "Bądź przy mnie blisko"      | 2017 |    |    |                  |                           |
| "Co ja robię"                | 2018 |    |    |                  |                           |
| "Helenka 21"                 | 2021 |    |    |                  |                           |
| „–” singel nie był notowany. |      |    |    |                  |                           |